# Порто-Толле
Порто-Толле (італ. Porto Tolle, вен. Porto Tołe) — муніципалітет в Італії, у регіоні Венето, провінція Ровіго.
Порто-Толле розташоване на відстані близько 340 км на північ від Рима, 55 км на південь від Венеції, 45 км на схід від Ровіго.

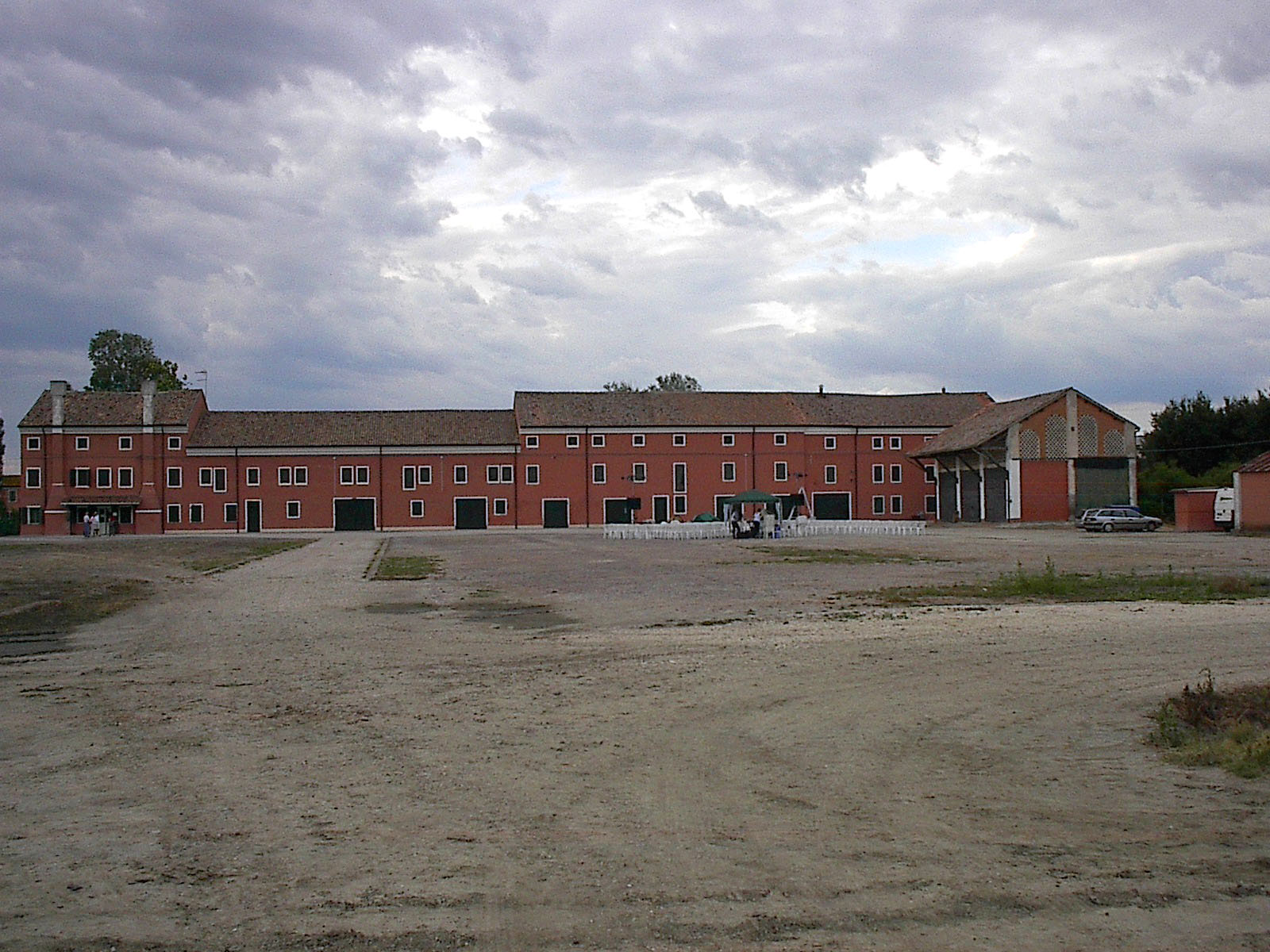

Населення — 9920 осіб (2014).

## Демографія
Населення за роками:

Станом на 1 січня 2023 року в муніципалітеті офіційно проживало 170 іноземців з 21 країни, серед них 77 громадян країн Євросоюзу та 16 громадян України.

## Сусідні муніципалітети
- Аріано-нель-Полезіне
- Порто-Віро
- Тальйо-ді-По